# Пирогово (Лухский район)
Пирогово — деревня в Лухском районе Ивановской области. Входит в состав Тимирязевского сельского поселения.

## География
Находится в восточной части Ивановской области на расстоянии приблизительно 9 км на запад по прямой от районного центра поселка Лух.

## История
В 1872 году здесь (тогда Юрьевецкий уезд Костромской губернии) было учтено 24 двора, в 1907 году — 41.

## Население
Постоянное население составляло 110 человек (1872 год), 230 (1897), 236(1907), 11 в 2002 году (русские 100 %), 10 в 2010.